# Iliamna longisepala
Iliamna longisepala är en malvaväxtart som först beskrevs av John Torrey, och fick sitt nu gällande namn av Ira Loren Wiggins. Iliamna longisepala ingår i släktet Iliamna och familjen malvaväxter. Inga underarter finns listade i Catalogue of Life.